# Bulbophyllum singulare
Bulbophyllum singulare là một loài phong lan thuộc chi Bulbophyllum.